# Cephaloscyllium umbratile
Espèce
Synonymes
- Cephaloscyllium formosanum Teng, 1962[1]

Statut de conservation UICN

 DD  : Données insuffisantes
Répartition géographique
Cephaloscyllium umbratile est une espèce de requin de la famille des Scyliorhinidae.

## Publication originale
- (en) Jordan & Fowler, 1903 : A review of the elasmobranchiate fishes of Japan. Proceedings of the United States National Museum, vol. 26, n. 1324, p. 593-674[2].